# سیلانتیوو
سیلانتیوو (انگلیسی: Silantyevo) یک شهرک در شهرستان بیرسکی باشقیرستان کشور روسیه است.